# Marie Texier-Lahoulle
Marie Rosalie Joséphine Texier-Lahoulle (22 de julho de 1889 - 10 de setembro de 1972) foi uma política francesa. Ela foi eleita para a Assembleia Nacional em outubro de 1945 como uma do primeiro grupo de mulheres francesas no parlamento, e serviu na Assembleia Nacional até novembro do ano seguinte.

## Biografia
Marie Lahoulle nasceu em Auray em 1901. Ela casou-se com Ernest Texier, um notário e irmão do general do exército Alfred-René Texier. O casal teve dois filhos, ambos morreram pela França. Após a libertação da França em 1944, Lahoulle tornou-se presidente do ramo Morbihan da União Feminina Cívica e Social, que estava associada ao Movimento Republicano Popular (MRP).
Texier-Lahoulle foi uma candidata do MRP no departamento de Morbihan nas eleições para a Assembleia Nacional de outubro de 1945 e foi eleita para o parlamento, tornando-se uma das primeiras mulheres na Assembleia Nacional.
Em 1950, Texier-Lahoulle juntou-se ao RPF devido ao seu apoio a Charles de Gaulle. Ela renunciou ao partido em 1953 num esforço para criar uma lista conjunta do MRP-RPF para as eleições municipais daquele ano. Ela morreu em Vannes em 1972.